# Dionisio de Bassecourt
Dionisio de Bassecourt, marqués de Bassecourt (Barcelona, 1793-Madrid, 1874) fue un diplomático y militar español.

## Biografía
Los inicios de su carrera pública los realizó en el éjército donde, en 1841, llegó al grado de brigadier.
Posteriormente, fue ministro de Fernando VII en la corte de Turín. Durante el desempeño de este cargo pudo agasajar a Francisco I de las Dos Sicilias, su esposa María Isabel de Borbón y su hija María Cristina; en el viaje que realizaron estos con motivo de la boda de esta última con Fernando VII. Después pasó a desempeñar el mismo cargo ante el reino de las Dos Sicilias.
En calidad de ministro extraordinario realizaría, en nombre de Fernando VII y para el infante Sebastián Gabriel, la pedida de mano de la princesa María Amalia de las Dos Sicilias a su hermano, Fernando II de las Dos-Sicilias.
Fue también ayo del infante Fernando María, hijo de los infantes Francisco de Paula y Luisa Carlota.

## Matrimonio y descendencia
EL 3 de enero de 1820 contrajo matrimonio con María de la Visitación Pacheco y Benavides (1801-1873) hija de Bernardino Fernández de Velasco, XIII duque de Frías, dama de la Orden de las Damas Nobles de la Reina María Luisa. El matrimonio tuvo 6 hijos:
- Vicente.
- Concepción, casada con Vicente Cañaveral, conde de Benalúa.
- Luisa, casada con su primo Bernardino Fernández de Velasco.
- Isabel, casada con José Chacón Núñez del Castillo.

## Títulos y órdenes

### Títulos
- Marqués de Bassecourt.[19][20][21][13]

### Órdenes

#### Reino de España
- Caballero gran cruz de la Orden de Carlos III.[21][12]
- 18 de junio de 1833: Caballero gran cruz de la Orden de Isabel la Católica.[20][21][12][22]

#### Extranjeras
- 22 de junio de 1831: Caballero gran cruz de la Orden de los Santos Mauricio y Lázaro.[23][12]
- 1826: Caballero de la Orden de San Jenaro.[24] (Reino de las Dos Sicilias)
- 1832: Caballero gran cruz de la Real Orden de San Fernando y del Mérito.[25][12]

### Cargos
- Enviado extraordinario y Ministro plenipotenciario en Turín.[12][6]
- Enviado extraordinario y Ministro plenipotenciario en Nápoles.[12]
- 14 de febrero de 1820: Gentilhombre de cámara con ejercicio (destinado a la servidumbre del infante Francisco de Paula).[26][12][27]
- 1841: Brigadier.[3]